# Brécy (Aisne)
Brécy es una comuna francesa, situada en el departamento de Aisne, de la región de Alta Francia.

## Demografía
| 201 | 215 | 224 | 183 | 284 | 318 | 337 | 346 |
| Para los censos de 1962 a 1999 la población legal corresponde a la población sin duplicidades (Fuente: INSEE [Consultar]) |     |     |     |     |     |     |     |